# Успенский, Иван Петрович
Иван Петрович Успенский (род. 1 февраля 1857, Тверь — после 1917) — русский флотоводец, вице-адмирал.

## Биография
Родился в семье кашинского уездного стряпчего.
- 15 сентября 1872 — Поступил в Морское училище.
- 1 мая 1876 — Выпущен с производством в гардемарины. На фрегате «Петропавловск» совершил плавание в Средиземное море.
- 18 ноября 1876 — Перешёл на корвет «Аскольд», приписанный к эскадре контр-адмирала И. И. Бутакова. В составе эскадры посетил порты США.
- 14 июля 1877 — Вернулся в Кронштадт.
- 30 августа 1877 — Мичман.
- 24 сентября 1877 — Назначен слушателем Минного офицерского класса.
- 21 сентября 1878 — По окончании учёбы зачислен в минные офицеры 2-го разряда, служил на Балтийском флоте.
- 18 ноября 1882 — Окончил двухгодичный курс обучения в Николаевской морской академии. Выпущен по 1-му разряду с производством в лейтенанты.
- 1883—1885 — Прикомандирован к Морскому училищу.
- 22 июня 1885 — Минный офицер 1-го разряда.
- 1886 — Минный офицер канонерской лодки «Бобр». Совершил переход на Дальний Восток.
- 9 октября 1888 — Вахтенный начальник корвета «Витязь».
- 1 июня 1889 — На корвете вернулся в Кронштадт.
- 1891—1893 — Служил на Балтийском флоте, командовал миноноской № 71, канонерской лодкой «Щит» и миноносцем «Экенес».
- 28 марта 1893 — Капитан 2-го ранга.
- 1894—1895 — Старший офицер на крейсера 2-го ранга «Джигит».
- 1896—1897 — Исполнял должность флаг-капитана штаба командующего Тихоокеанской эскадры.
- 1897—1898 — Командир минного крейсера «Всадник» и канонерской лодки «Манчжур» на Тихом океане.
- 29 июня 1898 — Морской агент в Англии.
- 1 апреля 1901 — Капитан 1-го ранга.
- 1 января[1] — 17 июня 1902 — Временно командовал 16-м, 12-м и 17-м флотскими экипажами и эскадренным броненосцем «Слава».
- 17 июня 1902 — Командир эскадренного броненосца «Полтава» в Порт-Артуре.
- 1904 — Участвовал в русско-японской войне.

Во время боя в Жёлтом море броненосец «Полтава» под командованием Успенского нанес серьёзные повреждения японскому броненосному крейсеру «Якумо», однако и сам получил тяжелые повреждения и вернулся в Порт-Артур.

Согласно ст. 349 Морского Устава, доношу Вашему Сиятельству, что 28 сего июля, в 7 часов 45 минут утра, вышел, согласно ранее полученного приказания, на внешний рейд и сейчас же вступил в строй эскадры, заняв концевое место. По встрече всей японской эскадры с нашей — принял участие в сражении, при чем корабль получил следующие повреждения. Подводная пробоина с правого борта, между 85 и 87 шпангоутами, размерами 3×2 фут. Пробоина на ватерлинии, размерами около 2 фут², — позади подводной, с правой же стороны. Пробоина надводная, между шпангоутами — от шпангоута 70 до 73, на всем протяжении между верхней палубой и жилой. Пробоины большие правого борта в батарейной палубе, между шпангоутами 29 и 30, 40 и 42. Несколько небольших пробоин в том же борту. Пробоина правого борта надводная, между шпангоутами 74 и 76, — большого размера. Поврежден мостик и штурманская рубка. В носу и в корме пробита верхняя палуба, особенно сильно за 12" носовой башней. Повреждена задняя дымовая труба и её кожух, между мостиком и спардеком, и несколько дымовые ходы. Носовая 12" башня до осмотра действовать не может. 6" башня № 1 не может вращаться. В 6" башне № 4 разбито одно орудие. В батарейной палубе на правом борту разбито переднее 6" орудие, а у третьего орудия поврежден подъемный механизм. Повреждены три 47 мм пушки. Поврежден один элеватор правого борта. Разбиты все шлюпки, кроме парового катера и гребного катера № 2. Повреждены все верхние компасы, кроме левого путевого. Повреждена фок-мачта на высоте мостика. Повреждены кормовые стрелы для подъема шлюпок и электрическая лебедка носовых стрел. Разбиты все вентиляторы. Убит мичман Де-Ливрон, определявший расстояние до неприятеля. Тяжело ранен старший артиллерийский офицер, лейтенант Рыков в ногу и легко ранены — младший артиллерийский офицер мичман Зилов и мичман Феншоу. Убито 11 нижних чинов и ранено 40, большей частью тяжело. Подписал: Капитан 1 ранга Успенский— Рапорт командира эскадренного броненосца «Полтава» - Временно командующему эскадрою Тихого океана. 29 июля 1904 года. №1199
- Август-ноябрь 1904 — участвовал в обороне крепости Порт-Артур.
- 22 ноября 1904 — «Полтава» потоплена японскими снарядами на внутреннем рейде Порт-Артура.
- 24 января — 15 ноября 1905 — В плену в Японии, после чего через Владивосток вернулся в Санкт-Петербург.
- 27 февраля 1906 — Исполняющий должность начальника отдела заготовлений Главного управления кораблестроения и снабжений.
- 2 ноября 1906 — Контр-адмирал с утверждением в должности.
- 26 февраля 1907 — Исполняющий должность начальника Главного управления кораблестроения и снабжений.
- 9 марта 1909 — Начальник Морских сил в Тихом океане.
- 18 апреля 1910 — Вице-адмирал.
- 30 мая 1911 — Назначен состоять при морском министре.
- 27 сентября 1911 — Уволен от службы по болезни.

## Награды
- Орден Святой Анны II степени (1897)
- Орден Святого Владимира IV степени с бантом (1902)
- Мечи к ордену Св Анны II степени (1904)
- Орден Святого Владимира III степени с мечами (1906)
- Орден Святого Станислава I степени (1908)
- Золотое оружие с надписью «За храбрость» (1908)